# Яндель
Янде́ль Веги́лья Малаве́ (исп. Llandel Veguilla Malavé, род. 14 января 1977, Кайей, Пуэрто-Рико), более известный как Янде́ль (исп. Yandel), — пуэрто-риканский певец. Прославился как участник дуэта Wisin & Yandel, работавшего в жанре реггетон.

## Биография
Яндель Вегилья Малаве родился 14 января 1977 года в городе Кайей (Пуэрто-Рико).
В конце 90-х начал выступать в дуэте с Висином. (Тогда называл себя ещё не Yandel’ем, а так, как его имя пишется в оригинале — Llandel.) Первый альбом дуэта вышел в 2000 году и назывался Los reyes del nuevo milenio. Затем они подписали контракт с мейджором (лейблом Machete Music, аффилированным с корпорацией Universal) и выпустили альбом Mi vida… My Life.
В 2004 году Яндель представил публике свою сольную работу — альбом Quien contra mí. При этом основным проектом для него продолжал оставаться дуэт с другом. Слава пришла к ним в 2005 году с альбомом 2004 года Pa’l mundo. В 2007 году последовал альбом Wisin vs. Yandel: Los extraterrestros. Он поднялся на 1-е место чарта латинских альбомов американского журнала «Билборд». Более 1 миллиона экземпляров было продано.
В 2008 году Висин и Яндель представили альбом Wisin & Yandel presentan: La mente maestra. Альбом также поднялся на 1-е место чарта латинских альбомов «Билборда». Кроме того, достиг 1-го места в Мексике. Стал платиновым как в этой стране, так и в США.
В 2009 году последовал альбом Revolución: Evolucion. Суммарные продажи в мире составили 3 миллиона экземпляров.
В 2011 году вышел альбом Los vaqueros: El regreso. Этот альбом ребят снова достиг 1 места в латинском чарте «Билборда», где стал у них уже четвёртым подряд альбомом номер один, и в Мексике.
В 2012 году вышел альбом Líderes, также возглавивший чарты. После него Висин и Яндель, съёздив в очередное турне и попробовав себя в качестве наставников на телевизионном шоу «Голос», решили пока разойтись. Когда, а было это в 2013 году, они объявили о том, что дуэт уходит в официальный отпуск, это решение потрясло как музыкальную прессу, так и поклонников. Висин с Янделем заверили их, что ещё поработают вместе, но просто сейчас у каждого из них есть планы на сольные пластинки.
Затем Яндель представил свой второй в карьере сольный альбом, который озаглавил De lider a leyenda. В альбом вошло 16 песен. В качестве гостей на нём появились Джей Альварес, Дэдди Янки и Дон Омар. Альбом поднялся на 1-е место латинского чарта «Билборда» и стал в США золотым. С альбома было выпущено несколько синглов. Кроме того, Яндель отправился в тур и появился в качестве гостя на нескольких чужих треках.
В конце 2014 года Яндель опять направился в студию и начал работу над новым альбомом. В 2015 году он представил публике не менее пяти синглов, из которых можно отметить песню «Encantadora», достигшую первой двадцатки в разных чартах. Сам альбом же получит название Dangerous и выйдет в конце 2015 года. В качестве гостей на нём появятся Шагги, Алекс Сенсейшн, Лил Джон, Френч Монтана. Этот альбом снова возглавит латинский чарт «Билборда».
В 2017 году Яндель представил уже четвёртый альбом — #Update. Среди треков с него, выпущенных отдельными синглами, можно отметить песню Mi religión. Гостями на этом альбоме стали Джей Бальвин, Осуна, План Би и Висин.
Следующий альбом Янделя вышел в 2019 году и назывался The One. Название намекало на то, что на этот раз Яндель на альбоме был один, без гостей.
Следующий альбом, Quién contra mí 2, вышел летом 2020 года и был задуман как продолжение дебютного сольного альбома 2004 года Quién contra mi. Среди песен с него можно выделить песню No te vayas, вышедшую ранее отдельным синглом и уже к моменту появления альбома в продаже ставшую платиновой. Альбом дебютировал на третьем месте в латинском чарте «Билборда». Всего в альбом вошло 22 песни. Среди приглашённых артистов были Джей Бальвин, Осуна, Ануэль АА, Натти Наташа и Ники Джем.

## Дискография

### Студийные альбомы
- Quien contra mí (2003)
- De líder a leyenda (2013)
- Dangerous (2015)
- #Update (2017)
- The One (2019)
- Quien contra mí 2 (2020)
- Resistencia (2023)

### Концертные альбомы
- Legacy: De líder a leyenda Tour (2015)

### Мини-альбомы (EP)
- Legacy: De líder a leyenda Tour (2014)